# クール&ザ・ギャング
クール&ザ・ギャング（Kool & the Gang）は、アメリカ合衆国ニュージャージー州出身のファンク・バンドである。50年以上のキャリアを誇る、有名ソウル・グループの一組。

## 歴史
1964年、ニュージャージー州にて、ベース奏者ロバート・"クール"・ベルと、サクソフォーン奏者ロナルド・ベルのベル兄弟（ムスリム・ネームの姓はベイヤン）を中心に結成。1969年に「クール&ザ・ギャング」と改名しシングル・デビュー。
結成当初はリード・ボーカルはおらず、ファンキーなインスト曲を中心に演奏していた。デビュー後しばらくはヒットに恵まれなかったが、1973年にシングル「ファンキー・スタッフ」が、ビルボードのHot 100で29位となり初のトップ50入りを果たしブレイク。1974年、「ジャングル・ブギー」を発表、22週に渡りチャート圏内に入り最高4位まで上がる初のトップ10ヒットとなった。続く「ハリウッド・スインギン」（Hot 100 6位）もヒットとなる。彼らはこれらのヒットを契機に、人気ファンク・バンドとなっていった。
1977年には大ヒット映画『サタデー・ナイト・フィーバー』のサウンドトラックに楽曲「オープン・セサミ」が収録された。1979年にボーカリストのジェームス・"JT"・テイラーが加入し、デオダートのプロデュースによる1980年のシングル「レディーズ・ナイト」（(Hot 100 最高8位、Black 3週連続1位）や、「トゥー・ホット」（Hot 100 最高5位、Black3位）など全米ポップ・チャートでもヒットを連発した。
1980年暮れに彼ら最大のヒットとなるシングル「セレブレーション」（Hot 100 2週連続1位、1981年年間総合6位）を発表。1981年のソウル・チャートでは、6週連続1位を獲得する。この曲は、アメリカのイベントやパーティーなどでよく使用されてきた。その後、1981年から1982年にかけ「テイク・マイ・ハート」（Hot 100 17位、Black 1位)、｢ゲット・ダウン・オン・イット」(Hot 100 10位、Black 4位）、「ステッピン・アウト」、「Big Fun」(Hot 100 21位、Black 6位）とヒットを出した。1983年には、「ジョアンナ」(Hot 100 2位、Black 1位、Adult Contemporary 2位）を発表。以降、1984年に「トゥナイト」(Hot100 13位、Black 7位）。1985年に「フレッシュ」（Hot 100 9位、Black 1位、Dance 1位、Adult Contemporary 5位）、「ミスレッド」（Hot100 10位、Black 3位、Dance 9位）、「チェリッシュ」（Hot 100 2位、Black 1位、Adult Contemporary 1位）とヒットが続いた。
1986年から1987年にかけては「ヴィクトリー」（Hot 100 10位、Black 2位）、「Stone Love」(Hot 100 10位、Black 4位）がトップ10入りしたが、1988年にJTテイラーが脱退。その後、元ダズ・バンドのスキップ・マーティンがリード・ボーカルとして加入した。しかしグループは、1980年代末以降、ヒット曲に恵まれなくなった。ソロとなったJTテイラーは、レジーナ・ベルとのデュエットなどを発表するが大きなヒットには至らず、1996年にグループへ戻っている。グループは、トップ10入りシングル12曲の記録を残している。
2024年4月21日、米国・Rock & Roll Hall Of Fameより、『2024年度ロックの殿堂 パフォーマー部門』での殿堂入りが発表された。

## 音楽性
初期はリード・ボーカルがおらず、ファンクを中心としたインストゥルメンタル・バンドだった。さらにサウンドを強化し、1973年から1974年頃にファンク・バンドとして黄金期を迎える。1970年代末にJTテイラーがリード・ボーカルとして加入して以降は、AORや、ソフトなダンス曲、ポップ寄りな曲が中心になり、歌謡ディスコ的なバンドになった。
彼等の楽曲には、ファンク系と、ディスコ、バラード系などがある。
1. ファンク : 「ファンキー・スタッフ」「ジャングル・ブギー」等
2. ディスコ : JTテイラー加入以後の「トゥー・ホット」「レイディーズ・ナイト」等。AOR/ディスコ/クロスオーバーの影響を受けている
3. その他 : 「Jones vs Jones」は、離婚を題材とした曲。当時、アメリカでは『結婚しない女』『クレイマー、クレイマー』といった女性の自立、離婚を題材にした映画が流行っており、この曲はその流れの中で発表された

## ジャミロクワイとのコラボ
1974年に大ヒットした楽曲「ハリウッド・スウィンギング」の歌詞は、高級車や美女の街であるハリウッドにてショービジネスの世界で成功してスターになり気分よくかっ飛ばす（スウィンギング）というような表現があり、これは1996年の楽曲「ヴァーチャル・インサニティ」などのヒットによって成功していたジャミロクワイのジェイ・ケイがフェラーリやランボルギーニなどの高級スポーツカーを30台以上（1997年当時）保有していた状況をよく表していた。そのため、ジャミロクワイによって「ハリウッド・スウィンギング」がライブで演奏され、日本ではミニディスクの企画盤として1997年に発売された。
2004年、改めてクール&ザ・ギャングとジャミロクワイが共同で「ハリウッド・スウィンギング」を収録した。このコラボレーション・バージョンはクール&ザ・ギャングの2004年のアルバム『ザ・ミュージック・オデッセイ』に収められて発売され、その後、2005年にシングルとしても発売された。

## オリジナル・メンバー
在籍中
- ロバート・"クール"・ベル（Robert "Kool" Bell、ムスリム名はムハンマド・ベイヤン）- ベース (1964年– )

死去
- ロナルド・ベル（Ronald Bell、ハーリス・ベイヤン）- テナーサックス (1964年–2020年) ♰RIP.2020年[9]
- デニス・トーマス（Dennis Thomas）- アルトサックス (1964年–2021年) ♰RIP.2021年[10]
- ジョージ・ブラウン（George Brown）- ドラムス (1964年–2023年) ♰RIP.2023年[11]
- クレイデス・チャールズ・スミス（Claydes Charles Smith）- ギター (1964年–2006年) ♰RIP.2006年
- ロバート・ミケンズ（Robert "Spike" Mickens）- トランペット (1964年–1986年) ♰RIP.2010年
- リッキー・ウェスト（Ricky West）- キーボード (1964年–1976年) ♰RIP.1985年

## ディスコグラフィ

### スタジオ・アルバム
- 『クール&ザ・ギャング』 - Kool and the Gang (1969年、De-Lite)
- 『ミュージック・イズ・ザ・メッセージ』 - Music Is the Message (1972年、De-Lite)
- 『グッド・タイムス』 - Good Times (1972年、De-Lite)
- 『ワイルド・アンド・ピースフル』 - Wild and Peaceful (1973年、De-Lite)
- 『ライト・オブ・ワールズ』 - Light of Worlds (1974年、De-Lite) ※旧邦題『ライト・オブ・ワールズ〜宇宙の光』
- 『スピリット・オブ・ザ・ブギー』 - Spirit of the Boogie (1975年、De-Lite)
- 『ラヴ&アンダスタンディング』 - Love & Understanding (1976年、De-Lite)
- 『オープン・セサミ』 - Open Sesame (1976年、De-Lite)
- 『ザ・フォース』 - The Force (1977年、De-Lite)
- 『ダンシン』 - Everybody's Dancin'  (1978年、De-Lite)
- 『レディーズ・ナイト』 - Ladies' Night (1979年、De-Lite)
- 『セレブレート!』 - Celebrate! (1980年、De-Lite) ※旧邦題『セレブレイト』
- 『サムシング・スペシャル』 - Something Special (1981年、De-Lite)
- 『アズ・ワン』 - As One (1982年、De-Lite)
- 『イン・ザ・ハート』 - In the Heart (1983年、De-Lite)
- 『クール・エマージェンシー』 - Emergency (1984年、De-Lite)
- 『フォーエヴァー』 - Forever (1986年、Mercury)
- 『スウェット』 - Sweat (1989年、Mercury)
- 『ユナイト』 - Unite (1992年、JRS)
- 『ステイト・オブ・アフェアーズ』 - State of Affairs (1996年、Curb)
- 『ギャングランド』 - Gangland (2001年、Eagle Music)
- 『ザ・ミュージック・オデッセイ』 - The Hits: Reloaded (2004年、Edel)
- Still Kool (2007年、New Door)
- Kool for the Holidays (2013年、ATO)
- Perfect Union (2021年、Omnivore)
- 『ピープル・ジャスト・ワナ・ハヴ・ファン』 - People Just Wanna Have Fun (2023年、Astana)

### ライブ・アルバム
- 『ライヴ・アット・ザ・セックス・マシーン』 - Live at the Sex Machine (1971年、De-Lite)
- 『ライヴ・アット・ピージェイズ』 - Live at PJ's (1971年、De-Lite)
- 『セレブレーション! グレイテスト・ヒッツ・ライヴ』 - Greatest Hits Live (1998年、Rhino)
- The Very Best Of Kool & The Gang - Live In Concert (2010年)

### コンピレーション・アルバム
- 『ベスト・オブ・クール&ザ・ギャング』 - The Best of Kool and the Gang (1971年、De-Lite)
- Kool Jazz (1974年、De-Lite)
- 『グレーテスト・ヒッツ』 - Kool & the Gang Greatest Hits! (1975年、De-Lite)
- Hollywood Swinging/Summer Madness (1977年、De-Lite)
- 『スピン・ゼア・トップ・ヒッツ』 - Kool & the Gang Spin Their Top Hits (1978年、De-Lite)
- Twice as Kool: The Hits of Kool & the Gang (1983年、De-Lite)
- 『アット・ゼア・ベスト』 - At Their Best (1983年、De-Lite)
- The Very Best of Kool & the Gang: Let's Go Dancing (1984年、Disques Vogue)
- 『グレイテスト・ヒッツ』 - Kool's Hottest (1985年、De-Lite)
- 『グレイテスト・ヒッツ&モア』 - Everything's Kool & the Gang: Greatest Hits & More (1988年、Mercury)
- The Singles Collection (1988年、De-Lite)
- The Very Best of Kool & the Gang (1990年、Arcade)
- Kool Love (1990年、Telstar)
- 『ダンス・コレクション』 - The Dance Collection (1990年、Mercury)
- The Best of Kool & the Gang: 1969-1976 (1993年、Mercury)
- 『ベスト・オブ・クール&ザ・ギャング1979〜1987』 - Celebration: The Best of Kool & the Gang: 1979-1987 (1994年、Mercury)
- 『ジョアンナ』 - Joanna (1995年、Mercury)
- 『ベスト・オブ・クール&ザ・ギャング』 - All Time Greatest Hits (1998年、Mercury)
- The Very Best of Kool & the Gang (1999年、Mercury)
- 12" Collection & More (1999年、Mercury)
- The Millennium Collection: The Best of Kool & the Gang (2000年、Mercury)
- 『クール&ザ・ギャング』 - Classic Kool & The Gang (2000年、Mercury)
- Kool Funk Essentials (2002年、Charly)
- 『ギャングソロジー1970〜1984』 - Gangthology (2003年、Universal)
- 『クール&ザ・ギャング・ゴールド』 - Kool & the Gang Gold (2005年、Mercury)
- 『アイコン〜ベスト・オブ・クール&ザ・ギャング』 - Icon (2011年、Mercury)
- 『アルティメイト・ベスト・オブ・クール&ザ・ギャング』 - The Ultimate Collection (2016年、Universal)

### シングル
- "Kool and the Gang" (1969年)
- "The Gang's Back Again" (1969年)
- "Let the Music Take Your Mind" (1969年)
- "Kool It (Here Comes The Fuzz)" (1970年)
- "Funky Man" (1970年)
- "Who's Gonna Take the Weight (Part One)" (1971年)
- "I Want to Take You Higher" (1971年)
- "N.T. Part I" (1971年)
- "Love the Life You Live, Part I" (1972年)
- "Music Is the Message (Part 1)" (1972年)
- "Funky Granny" (1972年)
- "Good Times" (1972年)
- "Country Junky" (1973年)
- 「ファンキー・スタッフ」 - "Funky Stuff" (1973年)
- 「ジャングル・ブギー」 - "Jungle Boogie" (1973年)
- 「ハリウッド・スインギン」 - "Hollywood Swinging" (1974年)
- 「ハイアー・プレイン」 - "Higher Plane" (1974年)
- 「ライム・タイム・ピープル」 - "Rhyme Tyme People" (1974年)
- 「ファンク魂」 - "Spirit of the Boogie" (1975年)
- 「カリブのフェスティバル」 - "Caribbean Festival" (1975年)
- 「愛の融合 (カム・トゥギャザー)」 - "Love and Understanding (Come Together)" (1976年)
- "Universal Sound" (1976年)
- 「オープン・セサミ (開けゴマ!)」 - "Open Sesame - Part 1" (1976年)
- "Super Band" (1977年)
- "Slick Superchick" (1978年)
- "A Place in Space" (1978年)
- "I Like Music" (1978年)
- "Everybody's Dancin'" (1978年)
- 「レディーズ・ナイト」 - "Ladies' Night" (1979年)
- 「トゥー・ホット」 - "Too Hot" (1979年)
- "Hangin' Out" (1980年)
- 「セレブレーション」 - "Celebration" (1980年)
- "Take It to the Top" (1981年)
- "Jones vs. Jones" (1981年)
- 「テイク・マイ・ハート」 - "Take My Heart" (1981年)
- 「ステッピン・アウト」 - "Steppin' Out" (1981年)
- "Get Down on It" (1981年)
- "No Show" (1982年)
- 「ビッグ・ファン」 - "Big Fun" (1982年)
- "Let's Go Dancin' (Ooh La, La, La)" (1982年)
- 「愛でHi, 恋でHo」 - "Hi De Hi, Hi De Ho" (1982年)
- "Street Kids" (1983年)
- 「ストレート・アヘッド」 - "Straight Ahead" (1983年)
- 「ジョアンナ」 - "Joanna" (1983年)
- 「トゥナイト」 - "Tonight" (1984年)
- "(When You Say You Love Somebody) In the Heart" (1984年)
- 「フレッシュ」 - "Fresh" (1984年)
- 「ミスレッド」 - "Misled" (1984年)
- 「チェリッシュ」 - "Cherish" (1985年)
- "Emergency" (1985年)
- 「ヴィクトリー」 - "Victory" (1986年)
- "Stone Love" (1987年)
- "Holiday" (1987年)
- "Special Way" (1987年)
- "Peace Maker" (1987年)
- "Rags to Riches" (1988年)
- "Strong" (1988年)
- "Celebration" (remix) (1988年)
- "Raindrops" (1989年)
- "Never Give Up" (1989年)
- "Unite" (1992年)
- "In The Hood" (1996年)
- "Salute To The Ladies" (1996年)
- "Ladies Night" (2003年) ※with アトミック・キトゥン
- "Fresh" (2004年) ※with リバティ・エックス
- "Too Hot" (2004年) ※with リサ・スタンスフィールド
- 「ゲット・ダウン・オン・イット」 - "Get Down on It" (2004年) ※with ブルー & リル・キム
- "Hollywood Swinging" (2005年) ※with ジャミロクワイ
- "No Show" (2005年) ※featuring ブラックストリート
- "Steppin' into Love" (2006年)
- "Miss Lead" (2010年) ※featuring Towanna
- "Sexy (Where'd You Get Yours)" (2016年)
- "Pursuit of Happiness" (rap version) (2021年)

## 関連人物
- ジェームス・ブラウン
- スライ&ザ・ファミリー・ストーン
- オハイオ・プレイヤーズ
- ジョージ・クリントン
- パーラメント
- ファンカデリック
- ザップ
- ロジャー・トラウトマン
- グラハム・セントラル・ステーション
- フェラ・クティ